# Smith Island
Smith Island is een plaats (census-designated place) in de Amerikaanse staat Maryland, en valt bestuurlijk gezien onder Somerset County.

## Demografie
Bij de volkstelling in 2000 werd het aantal inwoners vastgesteld op 364.

## Geografie
Volgens het United States Census Bureau beslaat de plaats een oppervlakte van
23,7 km², waarvan 11,5 km² land en 12,2 km² water.

## Plaatsen in de nabije omgeving
De onderstaande figuur toont nabijgelegen plaatsen in een straal van 24 km rond Smith Island.